# 桃園電影節
桃園電影節（英語：Taoyuan Film Festival）是每年於台灣桃園市舉辦的電影節，2013年開始舉辦第1屆。2017年起加入紀錄片競賽性質的獎項「台灣獎」。爾後，該競賽單元廣納不同類型，台灣境內製作出品之長短片皆可參賽。

## 歷史
2013年10月，第一屆桃園電影節開始舉行。其被定位是一個綜合性影展，「多元」是策展的首要前提，而「觀眾」是影展之所以成立的重要根基。
2016年曾因故停辦一年。2017年調整後重新復辦，並加入紀錄片競賽單元「台灣獎」。
初期由桃園縣政府主辦，桃園縣政府文化局承辦；2018年起由財團法人桃園市文化基金會主辦。
2021年受到新冠疫情影響，影展停辦一年，不過影展屆次照常計算。

## 各屆影展概況
| 年份 | 屆次   | 年度主題       | 策展人        | 影展大使      | 焦點影人                                              | 開幕片                                         | 閉幕片                        |
| ---- | ------ | -------------- | ------------- | ------------- | ----------------------------------------------------- | ---------------------------------------------- | ----------------------------- |
| 2013 | 1      | 離鄉與歸鄉     | 黃茂昌        | 劉以豪        | 艾里•克馬帝 宮藤官九郎                                | 《看見臺灣》                                   | 《浮世傷痕》                  |
| 2014 | 2      | 離鄉物語       | 陳振熒 張全琛 | 黃姵嘉        | 艾莎·阿基多                                           | 《窈窕舞妓》                                   | 《魔幻月光》                  |
| 2015 | 3      | 漾麗新影       | 張裕宏        | 王大陸 宋芸樺 |                                                       | 《山河故人》                                   | 《愛情算不算》                |
| 2016 | 不適用 | 不適用         | 不適用        | 不適用        | 不適用                                                | 不適用                                         | 不適用                        |
| 2017 | 4      | 電影就在生活中 | 游惠貞        |               |                                                       | 《母親大人》                                   |                               |
| 2018 | 5      | 桃影時間       | 鄭文堂        | 傅孟柏 蔡振南 | 陳翠梅 魏德聖                                         | 《憤怒的菩薩》                                 | 《閃焰假面》                  |
| 2019 | 6      | 戀曲2019       | 鄭文堂        | 林哲熹        | 村井祐里 菲利浦・勒薩吉                               | 《最乖巧的殺人犯》                             | 《傻傻愛你，傻傻愛我》        |
| 2020 | 7      | 川流不息       | 鴻鴻          | 瑞莎          | 羅伯特·布列松 佩卓·阿莫多瓦 市川崑 賈樟柯 拉烏·盧伊茲 | 《十二夜2: 回到第零天》 《甲子園: 夢想競技場》 | 《孤味》 《手塚治虫迷幻少女》 |
| 2021 | 不適用 | 不適用         | 不適用        | 不適用        | 不適用                                                | 不適用                                         | 不適用                        |
| 2022 | 9      | 魔幻時刻       | 楊元鈴        | 温貞菱        | 楊·斯凡克梅耶 尚賈克貝內 亞歷杭德羅·霍多羅夫斯基      | 《科學少女》                                   | 《三千年的渴望》              |
| 2023 | 10     | 萌芽綻放       | 姚經玉        | 蔡凡熙 雷嘉汭 | 董振良 尼可拉斯·菲力柏特 努里·比格·錫蘭 鳳飛飛        | 《倒數回擊》 《塞納河上的船屋》                | 《春風勁草》                  |
| 2024 | 11     | 遷徙           | 姚經玉        | 温昇豪        | 豬哥亮 卡林·皮特·內策爾 法蘭茲·羅戈斯基               | 《念念眷村》 《我們還有明天》                  | 《流浪吉普賽》                |

### 放映場所
| 放映場所一覽 | 放映場所一覽 | 放映場所一覽 | 放映場所一覽    | 放映場所一覽   | 放映場所一覽   | 放映場所一覽     | 放映場所一覽           | 放映場所一覽   | 放映場所一覽 | 放映場所一覽 | 放映場所一覽     | 放映場所一覽 |
| ------------ | ------------ | ------------ | --------------- | -------------- | -------------- | ---------------- | ---------------------- | -------------- | ------------ | ------------ | ---------------- | ------------ |
| 年份         | 屆次         | 威尼斯影城   | SBC星橋國際影城 | 美麗華台茂影城 | 桃園光影電影館 | 桃園in89統領影城 | 國立中央大學 107電影院 | 中壢光影文化館 | 八德國賓影城 | 新光影城     | 桃園統領威秀影城 |              |
| 2013         | 1            | V            | V               |                |                |                  | V                      |                |              |              |                  |              |
| 2014         | 2            | V            | V               | V              |                |                  |                        |                |              |              |                  |              |
| 2015         | 3            | V            | V               | V              |                |                  |                        | V              |              |              |                  |              |
| 2016         | 不適用       |              |                 |                |                |                  |                        |                |              |              |                  |              |
| 2017         | 4            |              | V               |                | V              |                  |                        |                |              |              |                  |              |
| 2018         | 5            | V            | V               |                |                | V                |                        |                |              |              |                  |              |
| 2019         | 6            |              | V               |                |                | V                |                        |                | V            |              |                  |              |
| 2020         | 7            |              | V               |                |                | V                | V                      | V              | V            | V            |                  |              |
| 2021         | 不適用       |              |                 |                |                |                  |                        |                |              |              |                  |              |
| 2022         | 9            |              |                 |                |                | V                | V                      |                |              | V            |                  |              |
| 2023         | 10           |              | V               |                | V              |                  |                        |                |              |              | V                |              |
| 2024         | 11           |              | V               |                | V              |                  |                        |                |              |              | V                |              |

## 台灣獎
2017年，桃園電影節停辦一年後首次復辦，並加入紀錄片競賽單元「台灣獎」（英語：Taiwan Awards）。
2018年起，凡台灣製作出品之劇情長短片皆可報名參賽，參賽影片之導演需具有中華民國國籍或中華民國居留證，參賽影片中須至少一半以上為台灣籍演員，並於桃園電影節閉幕時頒發相關獎項。
2024年，桃園電影節將原本過去長期維持的5個獎項（最佳影片、評審團特別獎、最佳男主角、最佳女主角、未來之星），增加到11個獎項（新增：最佳導演、最佳男配角、最佳女配角、最佳編劇、人文關懷獎、永續環境獎）。

### 獎項
- 最佳影片
- 最佳男主角
- 最佳女主角
- 未來之星
- 評審團特別獎
- 最佳導演
- 最佳男配角
- 最佳女配角
- 最佳編劇
- 人文關懷獎
- 永續環境獎

### 2017 桃園電影節得獎名單
- 臺灣獎首獎－李香秀《黑熊森林》
- 評審團大獎－趙德胤《翡翠之城》
- 評審團特別獎－廖克發、諶靚蓮《不即不離》
- 桃園市民獎－阮金紅、蔡崇隆《再見 可愛陌生人》

### 2018 桃園電影節得獎名單
- 最佳影片獎－徐瑞良、黃泰維《閃焰假面》
- 最佳演員獎－陳柏智《仙草的滋味》
- 最佳演員獎－吳宏修《粗工阿全》
- 未來之星獎－李雪《2號球衣》

### 2019 桃園電影節得獎名單
- 最佳影片獎－崔永徽《只有大海知道》
- 最佳演員獎－王琄《媽媽桌球》
- 最佳演員獎－鍾家駿《只有大海知道》
- 未來之星獎－鍾家駿《只有大海知道》

### 2020 桃園電影節得獎名單
- 最佳影片獎－林亞佑《主管再見》
- 最佳演員獎－李曆融《主管再見》
- 最佳演員獎－吳奕蓉《大桔大利闔家平安》
- 未來之星獎－蔡嘉茵《大餓》

### 2021 桃園電影節得獎名單
- 最佳影片獎－李宜珊《手事業》
- 最佳演員獎－楊麗音《手事業》
- 最佳演員獎－潘麗麗《手事業》
- 未來之星獎－黃珮琪《姊姊》
- 評審團特別獎－潘客印《姊姊》

### 2022 桃園電影節得獎名單
- 最佳影片獎－林柏瑜《看海》
- 最佳演員獎－陸弈靜《看海》
- 最佳演員獎－洪麟《最後一票》
- 未來之星獎－黃泰維《鍵盤俠》
- 評審團特別獎－樓一安《該死的阿修羅》

### 2023 桃園電影節得獎名單
- 最佳影片獎－張不乙《橋頂少年》
- 最佳男演員獎－林毓家、陳泰河、陳俞諺、宋昱德《橋頂少年》
- 最佳女演員獎－李悠《送行》
- 未來之星獎－張祖鈞《哈勇家》
- 人文獎－劉琬琳 《鷺鷥河》
- 評審團特別獎－陳淦熙《念你如昔》

### 2024 桃園電影節得獎名單
- 最佳影片獎－《XiXi》
- 評審團特別獎－《雪水消融的季節》
- 最佳導演獎－吳璠《XiXi》
- 最佳男演員獎－王肇陽《女神》
- 最佳女演員獎－楊貴媚《春行》
- 未來之星獎－章哲銘、鄭子院《珍珠美少年》
- 最佳男配角獎－林文尹《女神》
- 最佳女配角獎－王渝萱《地獄催淚部》
- 最佳編劇獎－胡錦筵、周鉅宏《女神》
- 人文關懷獎－《青木瓜之味》
- 永續環境獎－《男孩奇幻夜》

## 外部連結
- 桃園電影節官方網站 （页面存档备份，存于）
- 桃園電影節的Facebook專頁